# Cumings (Texas)
Cumings es un lugar designado por el censo ubicado en el condado de Fort Bend en el estado estadounidense de Texas. En el Censo de 2010 tenía una población de 981 habitantes y una densidad poblacional de 129,67 personas por km².

## Geografía
Cumings se encuentra ubicado en las coordenadas 29°35′11″N 95°48′1″O / 29.58639, -95.80028. Según la Oficina del Censo de los Estados Unidos, Cumings tiene una superficie total de 7.57 km², de la cual 7.24 km² corresponden a tierra firme y (4.25%) 0.32 km² es agua.

## Demografía
Según el censo de 2010, había 981 personas residiendo en Cumings. La densidad de población era de 129,67 hab./km². De los 981 habitantes, Cumings estaba compuesto por el 69.32% blancos, el 6.83% eran afroamericanos, el 1.12% eran amerindios, el 0.61% eran asiáticos, el 0% eran isleños del Pacífico, el 19.78% eran de otras razas y el 2.34% pertenecían a dos o más razas. Del total de la población el 68.71% eran hispanos o latinos de cualquier raza.